# Фомичёва, Дарья Владимировна
Дарья Владимировна Фомичёва (род. 25 мая 1968 года) — российский художник-график, коллекционер, член-корреспондент Российской академии художеств (2012).

## Биография
Родилась 25 мая 1968 года в Москве.
В 1993 году — окончила Московский государственный академический художественный институт имени В. И. Сурикова при РАХ, факультет живописи, руководитель диплома — М. М. Курилко-Рюмин. Дипломная работа (интерьер Успенского собора Московского Кремля) приобретена Музеями Московского Кремля.
С 1996 по 2004 годы — сотрудник Королевского Хашимитского Двора, в 2002—2004 годы работала эксклюзивно для Королевских Дворцов. Выполнила серии портретов членов иорданской королевской семьи, пейзажей Иордании по заказу королевы Рании аль-Абдулла. Произведения находятся в коллекции иорданской королевской семьи.
В 1999 году по заказу королевы Иордании Рании аль-Абдулла выполнила акварели для книги «Jordan in Bloom. Wildflowers of the Holy Land» («Цветущая Иордания. Полевые цветы Святой Земли»), автор текста – Lytton John Musselman.  . 
Член Американской ассоциации ботанических художников (ASBA) (2000—2003).
Акварели Д. В. Фомичевой находятся в крупнейшей коллекции ботанического искусства — галерее Ширли Шервуд  (Королевский ботанический сад Кью (Лондон)).
С 2009 года по настоящее время — работает в Академии акварели и изящных искусств Сергея Андрияки: ученый секретарь (2009—2012), ведущий научный сотрудник (2014—2017), проректор по научной работе (2017—2021), руководитель научно-издательских проектов (2021), проректор (2022—2024), руководитель научно-издательских проектов (с 2024 года) .
В 2012 году — избрана членом-корреспондентом Российской академии художеств от Отделения графики .
В 2013 году награждена Дипломом РАХ.
В 2015—2016 годах по заказу Управления делами Президента Российской Федерации в составе Научно-творческой группы по воссозданию исторического облика Московского Кремля выполняла научно-исследовательскую работу в архивных, музейных и библиотечных фондах, верстку архивных материалов для экспозиции в рабочей зоне Президента РФ. 
В 2017 году совместно с Сергеем Николаевичем Андриякой основала журнал “Secreta Artis” («Секреты искусства») – единственный в России научно-методический журнал, посвященный проблемам творческой лаборатории художника и художника-педагога. В 2018 году после публикации шести выпусков журнал включен в перечень ВАК как уникальное издание.
С 2018 года — первый заместитель главного редактора научно-методического журнала "Secreta Artis". В 2017—2024 годах подготовила к печати 25 выпусков "Secreta Artis", выполняя, в частности, функции литературного, научного и художественного редактора.
Автор научных публикаций по теории, технике, технологии живописи и графики, методикам преподавания изобразительного искусства.
В 2021–2022, 2024 годах выполнила серии акварелей по заказу принцессы Сумайи бинт Хассан, в частности, для ее резиденции (дизайнер интерьеров – Нина Кэмпбелл (Nina Campbell)) .
В 2022 году награждена Благодарностью министра культуры Российской Федерации за большой вклад в развитие культуры и в связи с 10-летием со дня создания учреждения (Приказ № 26-ВН от 10.10.2022).
Коллекционер инструментов и материалов живописи и графики, оптических приборов для живописи XVIII—XIX веков.  
Автор лекций «Оптика и классическая живопись» на ВГТРК «Культура» в программе «ACADEMIA»:
Эфир 28 апреля 2014 :
Эфир 29 апреля 2014 .
В 2024 году начала вести в российской социальной сети ВКонтакте блог, посвященный вопросам теории, техники и технологии живописи и графики .

## Публикации
1.    В соавторстве В.С. Погодиным, [Вступительная статья] // Профессор Ф. Дитрих. Практическое руководство к живописи масляными красками, акварелью, по дереву; фрески, миниатюры, брызгание по дереву и проч. М.: Издательство Московской государственной специализированной школы акварели Сергея Андрияки с музейно-выставочным комплексом, 2001. С. 1–12.
2.     Птичьи перья и сандарак для графики и каллиграфии // Художественный совет. 2007. № 6 (58). С. 18–20.
3.     Зеркало Клода // Художественный совет. 2008. № 1 (59). С. 17–21.
4.     Тростниковое перо // Художественный совет. 2008. № 2 (60). С. 18–21.
5.     Янтарный лак // Художественный совет. 2008. № 3 (61). С. 14–18. 2008. № 4 (62). С. 14–17.
6.     Рисунок серебряным штифтом // Художественный совет. 2008. № 5 (63). С. 14–18.
7.    Золото Климта, «бронзянка» Врубеля // Художественный совет. 2008. № 6 (64). С. 17–21.
8.     Бумага, на которой работал Тёрнер // Художественный совет. 2009. № 1 (65). С. 14–17.
9.     Пергамент // Художественный совет. 2009. № 2 (66). С. 18–21.
10.  Производители и поставщики редких художественных материалов // Художественный совет. 2009. № 3 (67). С. 14–17. 2009. № 4 (68). С. 16–18.
11.  Старинные рецепты красивых драпировок // Художественный совет. 2009. № 5 (69). С. 18–20.
12.  [Вступит. статья и комментарии к кат.] // Императорская академия художеств. Высокое искусство рисунка XVIII–XX вв. М.: Издательство Школы акварели Сергея Андрияки, 2010. С. 4–7, 18–70.
13.  Энкаустика – живопись восковыми красками // Художественный совет. 2009. № 6 (70). 19–22. 2010. № 1(71). С. 14–17. 2010. № 2 (72). C. 17–21.
14.  Беседы с А.Н. Овчинниковым. Кристаллические пигменты // Художественный совет. 2010. № 4 (74). С. 14–19.
15.  Материалы классической европейской акварели XIX века // Художественный совет. 2010. № 5 (75). С. 14–18.
16.  Внук Бога. Леонардо да Винчи // Художественный совет. 2010. № 6 (76). С. 15–19.
17.  Рисунки Ганса Гольбейна Младшего // Художественный совет. 2011. №1 (77). С. 12–18.
18.  Живопись Древнего Египта // Художественный совет. 2011. № 2 (78). С. 13–19.
19.  Композиция растительного орнамента // Художественный совет. 2011. № 3 (79). С. 26–29.
20.  Академия акварели и изящных искусств // Художественный совет. 2011. № 4 (80). С. 54–56.
21.  …Сейчас от денег все с ума сошли // Художественный совет. 2011. № 5 (81). С. 11–14.
22.  Классическая культура работы с цветом и тоном // Художественный совет. 2011. № 6 (82). С. 14–19.
23.  Художник, Мастер, Философ, Учитель (К юбилею А.Н. Овчинникова) // Адольф Овчинников – реставратор и копиист древнерусской темперной живописи. М.: ФГБУК «ВХНРЦ им. акад. И.Э. Грабаря», 2011. С. 36–39.
24.  В соавторстве с С.Н. Андриякой. Московская государственная академия акварели и изящных искусств Сергея Андрияки. М.: Издательство Академии акварели и изящных искусств, 2012.
25.  Материалы европейского акварельного пейзажа XIX века // Художественный совет. 2012. № 1 (83). С. 14–19. 2012. № 2 (84). С. 22–26. 2012. № 3 (85). С. 16–21.
26.  В соавторстве с С.Н. Андриякой, Московская государственная академия акварели и изящных искусств – инновационная модель художественного вуза // Открытое образование. 2012. № 4. С. 88–92.
27.  Материалы европейского акварельного пейзажа XIX века // Арт-магистр (научно-методическое приложение к журналу «Художественный совет»). 2012. № 1. С. 26–38.
28. Микрокосм: кристаллические пигменты // Художественный совет. 2012. № 4 (86). С. 12–15.
29. Птичьи перья и сандарак для графики и каллиграфии // Технологии изобразительных искусств. Сборник статей. Вып. 2 / Отв. ред. В.В. Ванслов. М.: Памятники исторической мысли, 2012. С. 158–162.
30. В соавторстве с С.Н. Андриякой. Академия акварели и изящных искусств Сергея Андрияки. М.: Академия акварели и изящных искусств Сергея Андрияки, 2012. 24 с.
31.  В соавторстве с С.Н. Андриякой, И.Н. Зверевым. Московская государственная академия акварели и изящных искусств Сергея Андрияки. М.: Издательство Академии акварели и изящных искусств, 2013.
32. Свет в мастерской художника // Художественный совет. 2013. № 1 (87). С. 35–39.
33. Скромный гравер Иван Пожалостин // Очарование старинных шедевров. Рязань. Выставка произведений И.П. Пожалостина из коллекции Рязанского художественного музея к 175-летию художника и 100-летию создания музея. М.: Издательство Академии акварели и изящных искусств, 2013. С. 8–10.
34.  Императорская Академия художеств. Искусство рисунка и акварели: Учебное пособие. Альбом. М.: Издательство Академии акварели и изящных искусств, 2014.
35.  [Пер., авторская адаптация текста и иллюстративного ряда, комментарии к иллюстративному ряду] // Композиция орнамента (по материалам текста и иллюстраций книги Мориса Пияра Вернея «Étude de la plante. Son application aux industries d’art»). Часть I. Композиция ленточных орнаментов (бордюров): Учебно-методическое пособие по композиции орнамента. Альбом. М.: Издательство Академии акварели и изящных искусств, 2014.
36. [Пер., авторская адаптация текста и иллюстративного ряда, комментарии к произведениям И.И. Шишкина] // Иван Шишкин. Неразгаданные тайны. Композиция классического пейзажа (по материалам текста и иллюстраций книги Н.Е. Грина «Hints on Sketching from Nature»): Учебно-методическое пособие по композиции классического пейзажа. Альбом. М.: Издательство Академии акварели и изящных искусств, 2014.
37.  [Пер., авторская адаптация текста и иллюстративного ряда, комментарии к иллюстративному ряду] // Композиция орнамента (по материалам текста и иллюстраций книги Мориса Пияра Вернея «Étude de la plante. Son application aux industries d’art»). Часть II. Орнаментальные модули и их сочленения: Учебно-методическое пособие по композиции орнамента. Альбом. М.: Издательство Академии акварели и изящных искусств, 2015.
38. Оптические приборы и искусство живописи: союзники или противники? Размышления по поводу «сенсационных открытий» Дэвида Хокни // Ин-т истории естествознания и техники им. С.И. Вавилова РАН. Годичная научная конференция (2015). Т. I: Общие проблемы развития науки и техники. М.: ЛЕНАНД, 2015. С. 41–49.
39. Оптические приборы и искусство живописи: союзники или противники? Размышления по поводу «сенсационных открытий» Дэвида Хокни // Исследования из истории физики и механики. 2014–2015. Ин-т истории естествознания и техники им. С.И. Вавилова РАН / Отв. ред. Вл.П. Визгин. М.: Янус-К, 2016. С. 465–488.
40. [Редактор] // Андрияка С.Н. Акварельный пейзаж: Учебно-методическое пособие. Часть I. Рисунок деревьев. М.: Издательство Академии акварели и изящных искусств Сергея Андрияки, 2016. 156 с.
41. [Редактор] // Андрияка С.Н. Цветы. Как писать цветы. Акварель. Часть I: учебно-методическое пособие. М.: Академия акварели и изящных искусств Сергея Андрияки, 2017. 120 с.
42.  [Пер., авторская адаптация текста и иллюстративного ряда, комментарии к иллюстративному ряду] // Композиция орнамента (по материалам текста и иллюстраций книги Мориса Пияра Вернея «Étude de la plante. Son application aux industries d’art»). Часть III. Стилизация рисунков с натуры: Учебно-методическое пособие по композиции орнамента. Альбом. М.: Издательство Академии акварели и изящных искусств, 2017.
43.  В соавторстве с Джордж О’Хэнлон. Краски из цветного и бесцветного стекла в живописи Рембрандта // Secreta Artis. 2018. № 1 (01). С. 20–29.  
44.  Забытые ценные элементы академической школы рисунка XVIII-XIX веков // Secreta Artis. 2018. № 1 (1). С. 58–67.  
45.  В соавторстве с Л. Чуплыгиной. «Символы престолов, временно забытых…». О секретах фотосъемки драгоценностей. Беседа с Николаем Рахмановым // Secreta Artis. 2018. № 2 (2). С. 2–15.  
46.  В соавторстве с В. Борисовым. О паволоке. Беседа с Адольфом Овчинниковым // Secreta Artis. 2018. № 2 (2). С. 82–87.  
47.  «Нерукотворный» рисунок: О графических техниках эпохи Ренессанса // Secreta Artis. 2018. № 3 (3). С. 58–75.  
48.  В соавторстве с Н. В. Курбатовой. День открытых дверей в Академии акварели и изящных искусств Сергея Андрияки // Secreta Artis. 2018. № 4 (4). С. 102–103.  
49.  В соавторстве с В. В. Борисовым. Доски для живописи. Беседа Виктора Борисова и Дарьи Фомичевой с Адольфом Овчинниковым // Secreta Artis. 2018. № 4 (4). С. 68–73.  
50.  Композиционные приемы классической европейской школы живописи: виньетирование // Secreta Artis. 2019. № 1 (5). С. 16–29.  
51.  О дипломной работе Алексея Писаренко // Secreta Artis. 2019. № 1 (5). С. 82–83.  
52. [Перевод, комментарий] // Д.О’Хэнлон. «Длинные» белила Веласкеса. Палитра Веласкеса // Secreta Artis. 2019. № 1 (05). С. 48–57.  
53.  [Перевод и комментарий] Грин Н. Композиция пейзажа: предписания европейской художественной школы XIX столетия. Часть 1: Линейная композиция // Secreta Artis. 2019. № 2 (6). С. 16–32.    
54. [Литературная обработка текста] // Овчинников А.Н. Технология работы на основах из дерева. Подготовительный процесс // Secreta Artis. 2019. № 2 (06). С. 76–83.  
55.  [Перевод и пояснения] Грин Н. Композиция пейзажа: предписания европейской художественной школы XIX столетия. Часть II. Тоновая композиция // Secreta Artis. 2019. № 3 (7). С. 20–29.  
56.  Свет как основа композиции. Размышления по поводу книги Н. Э. Грина «Приемы рисования пейзажа с натуры. Часть II. Свет и тень» // Secreta Artis. 2019. № 3 (7). С. 30–43.  
57.  [Послесловие] Мэтисон С., Маккей А. Отражая Детройт: зеркало Клода в США. Secreta Artis. 2019. № 4 (8). С. 80–88.  
58. [Сокращенный перевод, авторская адаптация текста и иллюстративного ряда] // Н.Э. Грин. Композиция пейзажа: предписания европейской художественной школы XIX столетия. Часть III. Цветовая композиция // Secreta Artis. 2019. № 4 (08). С. 28–33.  
59.  [Литературная обработка текста] Рецептура левкаса: беседа с Адольфом Овчинниковым Виктора Борисова и Дарьи Фомичевой // Secreta Artis. 2019. № 4 (08). С. 50–59.  
60.  [Предисловие] // Композиция орнамента: учебно-методическое пособие по композиции орнамента: по материалам текста и иллюстраций книги Maurice Pillard Verneuil «Étude de la plante. Son application aux industries d'art». 2-е изд., испр.. М.: Федеральное государственное бюджетное образовательное учреждение высшего образования «Академия акварели и изящных искусств Сергея Андрияки», 2019. С. 3–7.
61.  [Пер., авторская адаптация текста и иллюстративного ряда, комментарии к иллюстративному ряду] // Композиция орнамента (по материалам текста и иллюстраций книги Мориса Пияра Вернея «Étude de la plante. Son application aux industries d’art»). Часть I. Композиция ленточных орнаментов (бордюров): Учебно-методическое пособие по композиции орнамента. 2-е изд., испр. Альбом. М.: Федеральное государственное бюджетное образовательное учреждение высшего образования «Академия акварели и изящных искусств Сергея Андрияки», 2019. 68 с.
62. [Научный редактор] // Андрияка С.Н. Акварельный пейзаж: Учебно-методическое пособие. Часть II. М.: Федеральное государственное бюджетное образовательное учреждение высшего образования «Академия акварели и изящных искусств Сергея Андрияки», 2019. 88 с.
63. [Редактор] // Андрияка С.Н. Цветы. Как писать цветы. Акварель. Часть I: учебно-методическое пособие. 2-е изд. М.: Академия акварели и изящных искусств Сергея Андрияки, 2019. 120 с.
64.  Графические техники эпохи Ренессанса // Особенности развития техник и технологий в искусстве. История и современность. Коллективная монография. М.: Союз Дизайн, 2020. С. 202–213.
65.  В соавторстве с В.В. Борисовым. Левкас: нанесение, просушка, шлифовка. Рельефный левкас. Беседа с А.Н. Овчинниковым В.В. Борисова и Д.В. Фомичёвой // Secreta Artis. 2020. № 1 (9). С. 61–64.  
66.  [Сокращенный перевод, авторская адаптация текста и иллюстративного ряда] Грин Н. Композиция пейзажа: предписания европейской художественной школы XIX столетия. Часть IV // Secreta Artis. 2020. № 2 (10). С. 87–91.  
67.  В соавторстве с С.Н. Андриякой. О лесе, об Иване Ивановиче Шишкине и его пейзажных композициях // Secreta Artis. 2020. № 4 (12). С. 6–19. https://doi.org/10.51236/2618-7140-2020-3-4-6-19
68.  Третье измерение в пейзаже // Secreta Artis. 2020. № 4 (12). С. 74–82. https://doi.org/10.51236/2618-7140-2020-3-4-74-82 
69. [Перевод, авторская адаптация текста и иллюстративного ряда, комментарии к иллюстративному ряду] // Композиция орнамента (по материалам текста и иллюстраций книги Мориса Пияра Вернея «Étude de la plante. Son application aux industries d’art»). Часть III. Стилизация рисунков с натуры: учебно-методическое пособие по композиции орнамента. 2-е изд., испр. Альбом. М.: Федеральное государственное бюджетное образовательное учреждение высшего образования «Академия акварели и изящных искусств Сергея Андрияки», 2020. 76 с.
70.  [Научный редактор, составитель] // Андрияка С.Н. Композиция натюрморта: Учебно-методическое пособие. М.: Федеральное государственное бюджетное образовательное учреждение высшего образования «Академия акварели и изящных искусств Сергея Андрияки», 2020. 96 с.
71.  «Живописная» графика: техника трех карандашей, многослойный угольный рисунок. Secreta Artis. 2021. Том 4. № 1. С. 16–46. https://doi.org/10.51236/2618-7140-2021-4-1-16-46 
72.  В соавторстве со Смирновой А.С. Теория композиции орнамента в первой четверти XX века. Композиция ленточных орнаментов // Secreta Artis. 2021. Том 4. № 1. С. 92–96. https://doi.org/10.51236/2618-7140-2021-4-1-92-96 
73. В соавторстве с Лифшицем Л.Ю. Техника витражной живописи в XIX веке. Обзор материалов книги Генри Джеймса Снелла «Руководство по живописи эмалевыми красками на стекле, фарфоре, керамической плитке и т. д.» (Лондон, 1874). Часть I // Secreta Artis. 2021. Том 4. № 4. С. 30–41. https://doi.org/10.51236/2618-7140-2021-4-4-30-41 
74.  Прием концентрации визуального образа (к теории композиции первой половины XX века) // Secreta Artis. 2021. Том 4, № 4. С. 42–49. https://doi.org/10.51236/2618-7140-2021-4-4-42-49 
75.  [Пер., авторская адаптация текста и иллюстративного ряда, комментарии к иллюстративному ряду] // Композиция орнамента (по материалам текста и иллюстраций книги Мориса Пияра Вернея «Étude de la plante. Son application aux industries d’art»). Часть II. Орнаментальные модули и их сочленения: Учебно-методическое пособие по композиции орнамента. 2-е изд., испр. Альбом. М.: Издательство Академии акварели и изящных искусств, 2021. 64 с.
76. [Составление, обработка текста и иллюстраций, перевод] // Композиция орнамента. Часть II. Орнаментальные модули и их сочленения (по материалам текста и иллюстраций книги Мориса Пияра Вернея «Étude de la plante. Son application aux industries d’art»). М.: Академия акварели и изящных искусств Сергея Андрияки, 2021. 66 с.
77. [Художественная обработка текста, научный редактор] // Андрияка С.Н. Как писать цветы. Часть II. Тайна цветка, тайна цвета. М.: Академия акварели и изящных искусств Сергея Андрияки, 2021. 96 с.
78. [Художественная обработка текста, научный редактор] // Андрияка С.Н. Акварельный пейзаж. Часть III. Дорожные этюды. М.: Академия акварели и изящных искусств Сергея Андрияки, 2021. 120 с.
79. [Автор-составитель] // 10 лет академии акварели и изящных искусств Cергея Андрияки // Secreta Artis. 2022. Том. 5. Вып. 3. С. 8–45. https://doi.org/10.51236/2618-7140-2022-5-3-8-45 
80. [Художественная обработка текста, научный редактор] // Андрияка С.Н. Акварельная живопись. Часть II. Книга вторая. М.: Академия акварели и изящных искусств Сергея Андрияки, 2022. 96 с.
81. [Художественная обработка текста, научный редактор] // Андрияка С.Н. Акварельный пейзаж. Часть II. Издание 2-е, исправленное. М.: Академия акварели и изящных искусств Сергея Андрияки, 2022. 88 с.
82.  В соавторстве с Кривцовым С.Л. Об анималистике и о духе жизни (анализ скульптурной композиции Пьера-Жюля Мэна) // Secreta Artis. 2023. Том 6. Выпуск 2. С. 66–75. https://doi.org/10.51236/2618-7140-2023-6-2-66-75 
83.  В соавторстве с Голеневой Т.И., Потапцевой О.А. Керамические елочные игрушки и новогодние украшения – новый проект мастерской керамики, фарфора и скульптуры Академии акварели и изящных искусств Сергея Андрияки // Secreta Artis. 2023. Том 6. Выпуск 3. С. 68–83. https://doi.org/10.51236/2618-7140-2023-6-3-68-83 
84.  Обзор документов из фондов Российской государственной библиотеки и Российского государственного архива литературы и искусства, содержащих сведения о защитах в СССР творческих диссертаций (картин, скульптур, графических серий и т. п.) на соискание ученой степени кандидата искусствоведения // Secreta Artis. 2023. Том 6. Выпуск 4. С. 50–91. https://doi.org/10.51236/2618-7140-2023-6-4-50-91 
85.  [Художественная обработка текста] // Андрияка С.Н. Акварельный пейзаж. Часть IV. Сочинение пейзажа: учебно-методическое пособие. М.: Академия акварели и изящных искусств Сергея Андрияки. 2023. 104 с.
86.  [Художественная обработка текста] // Андрияка С.Н. Начальный рисунок. Часть I: учебно-методическое пособие / Научный редактор О. В. Волокитина. М.: Академия акварели и изящных искусств Сергея Андрияки, 2023. 144 с.
87.  [Художественная обработка текста] // Андрияка С.Н. Акварельный пейзаж. Часть I. Рисунок деревьев. 3-е издание, исправленное. М.: Академия акварели и изящных искусств Сергея Андрияки, 2023.156 с.
88.  [Художественная обработка текста] // Андрияка С.Н. Цветы. Как писать цветы. Акварель. Часть I: учебно-методическое пособие. 3-е изд. М.: Академия акварели и изящных искусств Сергея Андрияки, 2024. 120 с.
89.  [Художественная обработка текста, научный редактор] // Андрияка С.Н. Как писать цветы. Акварель. Часть II. Тайна цветка, тайна цвета: учебно-методическое пособие. 2-е изд. М.: Академия акварели и изящных искусств Сергея Андрияки, 2024. 96 с.
90.  [Художественная обработка текста, научный редактор] // Андрияка С.Н. Акварельный пейзаж. Часть III. Дорожные этюды. 2-е издание. М.: Академия акварели и изящных искусств Сергея Андрияки, 2024. 120 с.
91. В соавторстве с С.С. Арустамовой-Андриякой. Художник и Учитель // Мир музея. 2024. № 443. С. 53.
92. В соавторстве с С.С. Арустамовой-Андриякой. Памяти Сергея Андрияки // Secreta Artis. 2024. Том 7. Выпуск 1. С. 6–43. https://doi.org/10.51236/2618-7140-2024-7-1-6-43 
93. В соавторстве с Е.В. Степанян. Техника рисунка тушью: предписания художественной школы XIX века (по Густаву Фрепону) // Secreta Artis. 2024.Том 7. Выпуск 1. С. 64–73. https://doi.org/10.51236/2618-7140-2024-7-1-64-73 
94. В соавторстве с С.С. Арустамовой-Андриякой  и Д.В. Андриякой. Авторская методика С.Н. Андрияки: преподавание пленэрной живописи в технике многослойной акварели (на примере зимних мотивов). Secreta Artis. 2024. Том 7. Выпуск 2. С. 8–21. https://doi.org/10.51236/2618-7140-2024-7-2-8-21 
95. Краткая хронология истории инициативы Сергея Андрияки по возобновлению практики защит художниками диссертаций в виде научного доклада по совокупности изданных творческих произведений. Secreta Artis. 2024. Том 7. Выпуск 2. С. 85–86. https://doi.org/10.51236/2618-7140-2024-7-2-85-86 
96. [Художественная обработка текста, научный редактор] // Андрияка С.Н., Арустамова-Андрияка С.С. Времена года. Зима. Акварельный пейзаж. Часть V: учебно-методическое пособие. М.: Академия акварели и изящных искусств Сергея Андрияки, 2025. 128 с. DOI: 10.51236/b2025-3. 
97. [Художественная обработка текста, научный редактор] // Андрияка С.Н. Композиция натюрморта: учебно-методическое пособие. Часть I. 2-е издание, исправленное. М.: Академия акварели и изящных искусств Сергея Андрияки, 2025. 96 с. DOI: 10.51236/978-5-906368-72-0-2025-2-96.
98. [Художественная обработка текста, научный редактор] // Авторская методика Сергея Андрияки. Акварельная живопись. Часть II: учебно-методическое пособие / под редакцией В. Ю. Желвакова
и С. С. Арустамовой-Андрияки. М.: Академия акварели и изящных искусств Сергея Андрияки, 2025. 80 с. DOI: 10.51236/b2025-1. 